# Raoul Aslan
Raoul Aslan, né Raoul Maria Eduard Karl Aslan-Zumpart le 16 octobre 1886 à Thessalonique, alors dans l'Empire ottoman, aujourd'hui en Grèce et mort le 17 juin 1958 à Seewalchen am Attersee, Autriche, est un acteur et directeur de théâtre autrichien d'origine arménienne.

## Biographie
Raoul Aslan joua au Burgtheater de Vienne de 1920 à 1958, et il en fut le directeur entre 1945 et 1948.

## Filmographie partielle
- 1920 : Golgatha de Peter Paul Felner
- 1930 : Le Concert de flûte de Sans-Souci de Gustav Ucicky
- 1931 : Yorck de Gustav Ucicky
- 1932 : Der weiße Dämon de Kurt Gerron
- 1933 : La Vie tendre et pathétique de Willi Forst
- 1933 : Les Requins du pétrole d'Henri Decoin et Rudolf Katscher
- 1933 : Unsichtbare Gegner de Rudolph Cartier

## Prix et distinctions
- 1926 : Kammerschauspieler

## Postérité
- Une rue de Vienne porte son nom.